# 近藤綱秀
近藤 綱秀（こんどう つなひで、？ - 天正18年（1590年））は、安土桃山時代の武将。後北条氏の家臣。通称は出羽守。妻は朝倉政景の娘。近藤照秀（てるひで）の父とされる。近藤出羽守助実とも。
綱秀の近藤氏の出自および活動開始時期については不明。北条氏康の三男・北条氏照に仕え、一説には氏照が滝山城主になった際に付けられた家臣とされており、綱秀は天正元年（1573年）に現在の八王子市館町に浄泉寺城を創建しているため、少なくともその頃から活動していた家臣であろう。また、｢綱｣の1字は氏康の父・北条氏綱から与えられた可能性があり、その代からの家臣とも考えられる。
氏照が下野国小山を掌握した際に榎本城を任され、天正11年（1583年）から所領宛行や寺領寄進などを行い榎本領の統治にあたった。綱秀に与えられた権限は大きかったようで、「天福」という独自の印判の使用も許可されていた。また、東北の伊達氏家臣の片倉氏との交渉にあたるなど外交面での活動もみられる。
天正年間、御霊神社（八王子市）を八王子市館町に勧進した。鎌倉景正公を祭っている。
天正18年（1590年）、豊臣氏による小田原征伐の際に、榎本城に守備兵を残し八王子城に籠城するも、落城の際に戦死した。